# 阿光坊古墳群
阿光坊古墳群（あこうぼうこふんぐん）は、青森県上北郡おいらせ町にある古墳群。国の史跡。

## 概要
本古墳群は、阿光坊遺跡、天神山遺跡、十三森遺跡で構成されており、その総称である。
この古墳群一帯は、昔から「十三森」と呼ばれて中世の武者の墓という伝承があり、大刀・土師器・蕨手刀・勾玉などが農作業中に見つかっていた。
1986年（昭和61年）4月に、勾玉が発見されて、翌年発掘調査が行われ、さらに1989年（平成元年）から1990年（平成2年）に本格的発掘調査が行われた。7世紀前半まで溯る11号墳や県内最初となる平瓦の出土の成果が見られた。発掘では、刀、玉類、装身具、馬具、農工具などが出土した。
その後1999年（平成11年）から遺跡の範囲確認調査・測量調査・発掘調査が行われ、7世紀前半から9世紀末にかけて造られた、108基の末期古墳と8基の土坑墓が見つかっている。
古墳の大きさは、直径10メートル前後、高さ1.1メートル程度で、古代に蝦夷と呼ばれた人達の、集団長の墓と見られている。
2007年（平成19年）7月26日に、国の史跡に指定された。

## 主な出土品
刀、玉類、装身具、馬具、農工具

## 所在地
〒039-2165
青森県上北郡おいらせ町阿光坊